# Glikolowy kwas nukleinowy

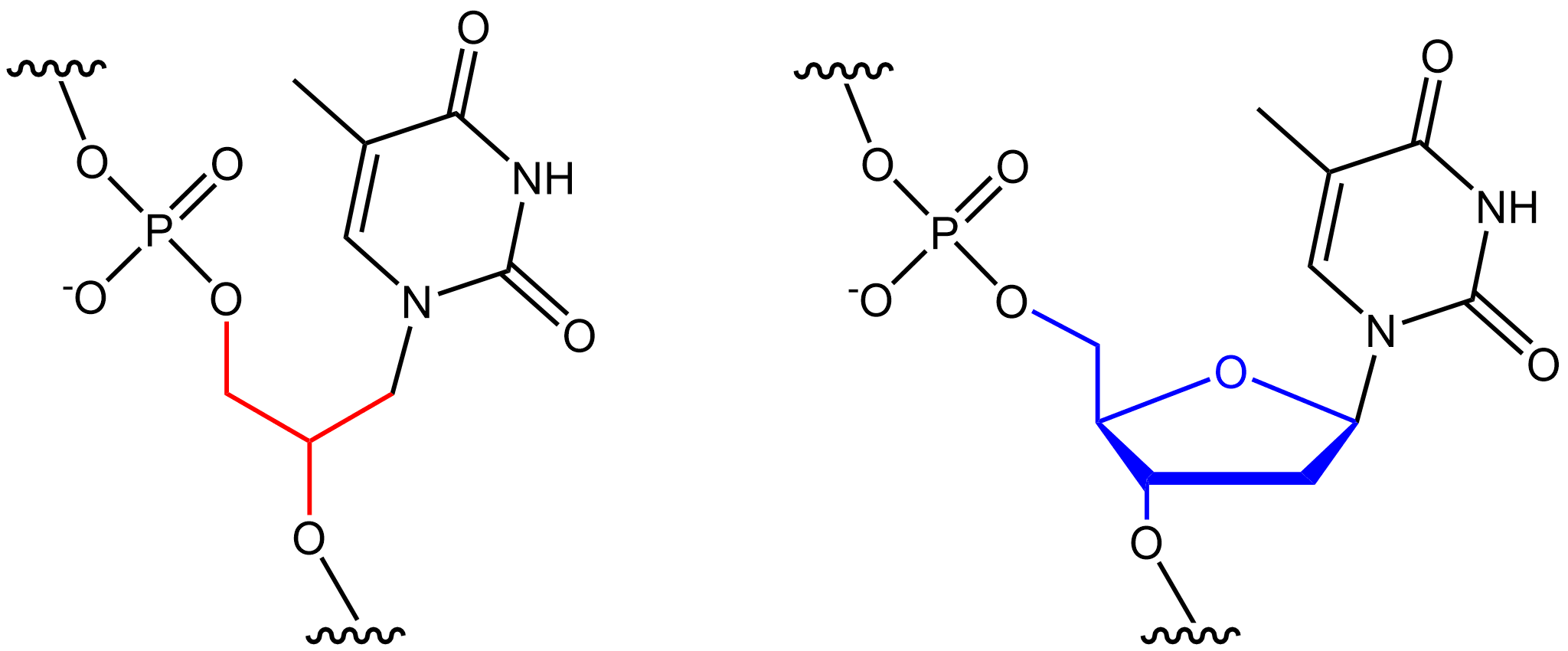
Porównanie reszty T glikolowego kwasu nukleinowego i naturalnej reszty nukleotydu T w DNA z wyróżnionymi szkieletami glikolu propylenowego (czerwony) i deoksyrybozy (niebieski)

Glikolowy kwas nukleinowy (GNA – ang. glycol nucleic acid) – syntetyczny analog DNA, w którym reszty deoksyrybozy zastąpione są resztą glikolu propylenowego, do którego dołączona jest zasada azotowa. 
Analogi 2,3-dihydroksypropylonukleozydów zostały po raz pierwszy zsyntetyzowane przez Uedę i współpr. w 1971 roku. Wkrótce potem wykazano, że oligomery tych analogów połączone grupami fosforanowymi powodują zmniejszenie absorbancji roztworu w obecności DNA lub RNA. Otrzymywanie tego typu analogów kwasów nukleinowych zostało później opisane przez Acevedę i Andrewsa. Parowanie zasad GNA-GNA zostało opisane przez Zhanga i Meggersa.
GNA wykazuje zdolność parowania zasad według Watsona-Cricka. Parowanie to jest stabilniejsze dla GNA niż dla naturalnie występujących kwasów nukleinowych, DNA czy RNA.